# فيزياء أرسطية

العناصر الأربعة الأرضية التي أعتقد أرسطو أنها أصل كل شئ.

 الفيزياء الأرسطية  هي وصف لأعمال الفيلسوف الإغريقي أرسطو، والتي أرسى فيها أرسطو مبادئ عامة التي تتحكم في جميع التغيير في الأجسام الطبيعية؛ من كائنات حية وغير حية، السماوية والأرضية، بما في ذلك كل حركة نسبة إلى المكان، والتغيرات بالنسبة للحجم أو العدد، التغييرات النوعية. وكما كتب عنا مارتن هايدغر أحد أهم فلاسفة القرن العشرين :
| فيزياء أرسطية | تختلف "الفيزياء الأرسطية" عن ما نعنيه اليوم بهذه الكلمة، فالفيزياء الحديثة التي تعني بالعلوم المادية الحديثة، تختلف عن "الفيزياء الأرسطية" التي هي فلسفة، في حين أن الفيزياء الحديثة هو علم حقيقي يعتمد على فلسفة.... وقد اختلف الفكر الحديث، عن طريقة التفكير القديمة. لكن لولا الفيزياء الأرسطية، لما كان هناك جاليليو. | فيزياء أرسطية |

بالنسبة لأرسطو، الفيزياء هو مصطلح واسع شمل جميع علوم الطبيعة، مثل فلسفة العقل والجسم والتجارب الحسية والذاكرة وعلم الأحياء، وشكلت الأفكار الأساسية الكامنة وراء معظم أعماله.

## الطرق
مع أنها متسقة مع التجربة البشرية العامة، فإن مبادئ أرسطو لم تكن مبنية على تجارب كمية متحكم بها، لذا فهي لا تصف كوننا بالطريقة الدقيقة الكمية المتوقعة الآن من العلم. رفض معاصرو أرسطو كأريستارخوس الساموسي هذه المبادئ لصالح مركزية الشمس، لكن أفكارهم لم تُقبل على نحو واسع. كانت مبادئ أرسطو صعبة النقض بالملاحظة اليومية العادية المجردة، بل تحدى التطور اللاحق للطريقة العلمية آراءه بالتجارب والقياسات المفيدة، مستخدمًا تقنية متطورة بازدياد، كالتلسكوب ومضخة التخلية.
عند ادعائهم جدة قوانينهم، باين هؤلاء الفلاسفة الطبيعيون الذين طوروا «العلم الحديث» بين الفيزياء التي استخدموها والفيزياء «الأرسطية». الفيزياء الأرسطية وفق ادعائهم ركزت على النوع على حساب الكم، وأهملت الرياضيات ودورها الملائم في الفيزياء (خصوصًا في تحليل الحركة الموضعية)، واعتمدت على مبادئ مشكوك بها للتفسير كالغاية والجوهر الباطني. ولكن أرسطو في كتابه السماع الطبيعي وصف الفيزياء أو «علم الطبيعة» بأنها تتعلق بالمقادير (megethê) والحركة (أو «العملية» أو «التغير التدريجي» - kinêsis) والزمن (chronon). بالتأكيد فإن كتاب السماع الطبيعي متعلق كثيرًا بتحليل الحركة، وتحديدًا الحركة الموضعية، ومفاهيم أخرى يؤمن أرسطو بأنها من متطلبات ذلك التحليل.
- مايكل ج. وايت، «أرسطو عن اللامنتهي والمكان والزمان» في دليل بلاكويل عن أرسطو.

هناك فروق واضحة بين الفيزياء المعاصرة وفيزياء أرسطو، والفرق الرئيس هو استخدام الرياضيات، الغائب بشكل كبير عن فيزياء أرسطو. ولكن بعض الدراسات الحديثة أعادت تقييم فيزياء أرسطو، بتأكيد على كل من صلاحيتها الإمبريقية واستمراريتها مع الفيزياء المعاصرة.

## مفاهيم فيزياء أرسطو

### العناصر والكرات
قسم أرسطو الكون إلى «كرات أرضية» كانت وفقًا له «قابلة للفساد» وهي حيث يعيش البشر، وكانت كرات سماوية متحركة وغير متغيرة فيما عدا ذلك.
آمن أرسطو بأن أربعة عناصر تقليدية تكون كل ما هو معروف في الكرات الأرضية: الماء والهواء والنار والتراب. اعتقد أيضًا بأن السماوات مصنوعة من عنصر خامس خاص لا وزن له وغير قابل للفساد (غير قابل للتغير أو التحول) يدعى «الأثير». للأثير أيضًا اسم «الجوهر الخامس» أو «الكينونة الخامسة».
اعتبر أرسطو المواد الثقيلة كالحديد وبقية المعادن متكونةً بشكل رئيسي من عنصر التراب، بكميات أقل من العناصر الأرضية الثلاث الباقية. في حين تمتلك الأجسام الأخرى الأخف ترابًا أقل في تكوينها بالمقارنة مع العناصر الثلاث الأخرى المكونة لها.
لم يخترع أرسطو العناصر الأربعة التقليدية؛ بل يعود أصلها لأمبادوقليس. أثناء الثورة العلمية، عُرف خطأ النظرية القديمة عن العناصر التقليدية، وحل محلها مفهوم العناصر الكيميائية المختبر تجريبيًّا.

### الكرات السماوية
وفق أرسطو، فإن الشمس والقمر والكواكب السيارة والنجوم كلها في «كرات زجاجية» لها المركز نفسه تمامًا، تدور إلى الأبد بمعدلات ثابتة. لأن الكرات السماوية لا تستطيع أن تتغير إلا بالدوران، فإن كرة النار الأرضية يجب أن تأتي بالحرارة، وضوء النجوم، والنيازك بين الحين والآخر. الكرة الأدنى هي الكرة القمرية وهي الكرة السماوية الوحيدة التي تلامس فعلًا مادة الكرة دون القمرية، وهي مادة متغيرة وأرضية، وتجر الكرة القمرية معها النار والهواء المتخلخلين من الأسفل أثناء دورانها. كأثير هوميروس، كان «الهواء النقي» في جبل الأولمب النظير المقدس للهواء الذي تتنفسه الكائنات الفانية. تتكون الكرات السماوية من عنصر خاص هو الأثير، وهو خالد ولا يتغير، وقدرته الوحيدة الحركة الدائرية المنتظمة بسرعة معطاة (منسوبة إلى الحركة النهارية للكرة الخارجية والتي تحوي النجوم الثابتة).
تتحرك «الكرات الزجاجية» متحدة المركز، والأثيرية، والمتلاصقة جنبًا إلى جنب، والتي تحمل الشمس والقمر والنجوم إلى الأبد بحركة دائرية لا تتغير. الكرات متداخلة ضمن بعضها لتمثيل أثر «النجوم السيارة» (أي الكواكب التي نعرفها اليوم، والتي تبدو كأنها تتحرك بالمقارنة مع الشمس والقمر والنجوم بطريقة عشوائية). عطارد والزهرة والمريخ والمشتري وزحل هي الكواكب الوحيدة (بما في ذلك الكويكبات) التي كان يمكن رؤيتها قبل اختراع التلسكوب؛ لذا لم يكن أورانوس ونبتون مشمولين، ولا أي من الأجرام الأخرى. لاحقًا، استُغني عن الاعتقاد بأن كل الكرات متحدة المركز لصالح نموذج فلك التدوير الذي اقترحه بطليموس. يخضع أرسطو لحسابات الفلكيين المتعلقة بالعدد الكلي للكرات وتعطي روايات عديدة عددًا بحدود خمسين كرة. يفترض وجود محرك لا يتحرك في كل من الكرات، وذلك يتضمن وجود «المحرك الأول» في كرة النجوم الثابتة، لا تدفع المحركات اللامتحركة الكرات (ولا يمكنها ذلك كونها لامادية ولابعدية) ولكنها العلة النهائية لحركة الكرات، أي أنها تفسرها بطريقة تشابه التفسير «الروح يحركها الجمال».

### التغير الأرضي
خلافًا للأثير السماوي السرمدي وغير المتغير، فإن كلًّا من العناصر الأرضية الأربعة يستطيع التحول إلى أي من العنصرين اللذين يشاركانه خاصية ما، أي أن البارد والرطب (الماء) يمكن أن يتحول إلى الساخن والرطب (الهواء) أو البارد والجاف (التراب) وأي تغير ظاهري إلى الساخن والجاف (النار) هو في حقيقة الأمر عملية تجري على خطوتين. تسند هذه الخواص المتعلقة بمادة حقيقية نسبة إلى العمل القادرة على تأديته؛ التسخين أو التبريد والتجفيف أو الترطيب. توجد العناصر الأربعة فقط باعتبار هذه القدرة ونسبةً إلى عمل كامن ما. العنصر السماوي خالد وغير متغير، لذا فالعناصر الأرضية الأربعة وحدها التي تحتمل «المجيء إلى الوجود» و«الموت» أو وفق تعبير أرسطو De Generatione et Corruptione (Περὶ γενέσεως καὶ φθορᾶς)، «ولادة» و«فساد».

### المكان الطبيعي
التفسير الأرسطي للجاذبية هو أن كل الأجسام تتحرك إلى مكانها الطبيعي. بالنسبة لعنصري التراب والماء فهذا المكان هو مركز الكون (الذي مركزه الأرض)؛ المكان الطبيعي للماء قشرة متحدة المركز محيطة بالأرض لأن تراب الأرض أثقل؛ فيغرق في الماء. المكان الطبيعي للهواء هو بالمثل قشرة متحدة المركز تحيط بقشرة الماء؛ إذ تصعد الفقاعات في الماء. أخيرًا، فالمكان الطبيعي للنار أعلى من المكان الطبيعي للهواء ولكنه دون الكرة السماوية الدنيا (التي تحمل القمر).
في الكتاب دلتا من السماع الطبيعي (رابعًا.5) يعرف أرسطو توبوس (أي المكان) عند وجود جسمين، أحدهما يحوي الآخر: «المكان» هو حيث يلامس السطح الداخلي للأول (الجسم الحاوي) سطح الجسم الآخر (الجسم المحتوى). هذا التعريف ظل مسيطرًا حتى بداية القرن السابع عشر، مع أن الفلاسفة شككوا فيه وناقشوه منذ قدم الزمن. أول نقد هام مبكر صيغ بطريقة هندسية من قبل العلامة العربي الحسن ابن الهيثم في القرن الحادي عشر في مخطوطته رسالة في المكان.

### الحركة الطبيعية
الأجسام السماوية تصعد أو تهبط، لحد ما أو لآخر، وفق نسبة العناصر الأربعة التي تكونها. مثلًا، التراب، أثقل العناصر، والماء، يقعان باتجاه مركز الكون؛ ومن هنا فالأرض، ومحيطاتها بالجزء الأكبر، تكون بالفعل وصلت لحالة الراحة هناك. على النقيض التام، فالعنصران الأخف، الهواء والنار على الأخص، يصعدان مبتعدين عن المركز.
ليست العناصر مواد ملائمة في النظرية الأرسطية (أو المعنى الحديث للكلمة)، لكنها تجريدات تستخدم لتفسير الطبائع والسلوكات المختلفة للمواد الفعلية فيما يخص نسب تواجد هذه العناصر فيها.
الحركة والتغير شديدا التعلق ببعضهما في الفيزياء الأرسطية. الحركة، وفق أرسطو، تضمنت تغيرًا من الكمون إلى الفعل. ضرب مثلًا لذلك أربعة أنواع مختلفة من التغير، وهي التغير في المادة، وفي الجودة، وفي الكمية، وفي المكان. اقترح أرسطو أن السرعة التي يغرق أو يقع بها جسمان متطابقان في الشكل تتناسب طردًا مع وزنيهما وتتناسب عكسًا مع كثافة الوسط الذي يتحركان فيه.